# IA in Oberbayern (1956)
IA in Oberbayern (Aussprache „Eins A in Oberbayern“) ist eine deutsche Heimatfilm-Komödie von Hans Albin aus dem Jahr 1956.

## Handlung
Die junge Greta Bullerjahn soll nach dem Willen ihres Vaters den Rechtsanwalt Dr. Hans von Spörling heiraten. Eigentlich ist Greta mit Journalist Fred zusammen, doch hat er sich vor zwei Jahren von der Familie zurückgezogen, weil er von Generaldirektor Bullerjahn als Schwiegersohn abgelehnt wurde. Nun erfährt er von der bevorstehenden Verlobung Gretas und eilt aus Amerika zu ihr. Er platzt in die Verlobungsfeier und kündigt an, dass er Greta heiraten will. Während sich Vater Bullerjahn, Hans von Spörling und Fred in einen Nebenraum zurückziehen, um die Sache auszudiskutieren, packt Greta ihre Sachen und reist mit unbekanntem Ziel ab. Vater Bullerjahn legt fest, dass der Greta zur Frau bekommt, der sie ihm als erstes zurückbringt. Diener Fritz steckt Fred einen Zettel zu, auf dem Greta ihr Fahrtziel Oberbayern aufgeschrieben hat. Dr. Hans von Spörling engagiert ein Detektivbüro, das Greta samt Wagen mit Kennzeichen IA 20238 ausfindig machen soll. Fred wiederum ruft ebenfalls das Detektivbüro an, gibt Oberbayern als Suchraum an und legt fest, dass alle Informationen direkt an ihn gehen sollen.
Das Detektivbüro setzt seinen besten Mann in München, der Verwandlungskünstler Findeisen, auf Greta an. Tatsächlich findet er sie schon während ihrer Fahrt nach Garmisch. In verschiedenen Maskeraden folgt Findeisen ihr, bis Greta im Dorf Schlaffenhofen verunfallt. Ihr Wagen ist fahruntüchtig und Greta bleibt im Ort. Sie lernt in der ersten Nacht den Forstgehilfen Martl kennen, der unter der Eifersucht seiner Freundin Anni leidet. Spontan schmieden er und Greta einen Plan: Sie wollen sich als Verlobte ausgeben, um sowohl Anni als auch Fred und Hans von Spörtling eins auszuwischen. Anni ist empört, dass die Berlinerin ihr ihren Verlobten ausgespannt hat und ruft sämtliche Frauen Schlaffenhofens zum Protest vor dem Gasthof zusammen. Erst der Dorfpolizist kann den Aufstand beenden. Greta wiederum zieht aus Sicherheit in das Forsthaus von Oberförster Zacherias Kiernberger.
Detektiv Findeisen unterrichtet Fred davon, dass er Greta gefunden hat. Fred fährt sofort nach Schlaffenhofen. Hans von Spörling wiederum wird von der Polizei informiert, dass sich Gretas Auto mit Schaden in Schlaffenhofen befindet, und fährt mit Generaldirektor Bullerjahn los. Alle erscheinen im Dorf, als Greta mit Martl auf dem Volksfest im benachbarten Rohr ist. Während Hans von Spörling und Generaldirektor Bullerjahn bei Zacherias Kiernberger etliche Schnäpse trinken, um sich für das Fest vorzubereiten, entscheidet Fred auf dem Fest bereits den Kampf um Greta für sich: Er besiegt Martl beim Fingerhakeln. Anni wiederum versöhnt sich mit Martl, weiß sie doch nun, dass alles nur ein Spaß und sie umsonst eifersüchtig war. Hans von Spörling und Generaldirektor Bullerjahn machen sich auf dem Volksfest lächerlich, weil sie lauthals berlinern, lächerliche Trachten tragen und bald schwer betrunken sind. Fred besteht am Abend die letzte Prüfung und fensterlt erfolgreich bei Greta. Hans von Spörling erwischt das falsche Fenster und hat am Ende Mühe, die Avancen von Zacherias Kiernbergers Hauswirtin Emerenzia abzuwehren.

## Produktion
IA in Oberbayern beruht auf dem gleichnamigen Theaterstück von Hans Fitz, das 1937 bereits von Franz Seitz verfilmt worden war. Eine Fortsetzung des Films wurde 1956 II-A in Berlin.
Ursprünglich war Georg Wilhelm Pabst als Regisseur vorgesehen. Der Film wurde vom 23. Oktober bis 28. November 1955 am Schliersee (unter anderem im Bauerntheater) und Umgebung sowie in den Bavaria Filmstudios, Geiselgasteig gedreht. Die Kostüme schuf Hildegard Bornkessel, die Filmbauten stammen von Max Seefelder. Der Film erlebte am 23. Februar 1956 im Münchener Mohren seine Premiere. Alternativtitel des Films sind Zwei Preuß’n in Bayern und Geh, mach dein Fensterl auf.

## Kritik
Für den film-dienst war IA in Oberbayern ein „Heimatfilm-Schwank, der vorgibt, dem Volk aufs Maul zu schauen, aber eher auf den schlechten Geschmack und Vorurteile spekuliert.“ „Sackzement nochamol: a rechter Schmarren!“, fasste Cinema zusammen.